# Idea Bank
Idea Bank Spółka Akcyjna (раніше GMAC Bank Polska SA ) — банк у Польщі, який розпочав свою діяльність в 1991 році. Ідея Банк знаходиться під контролем Getin Holding і Getin Noble Bank. Основним акціонером є польський мільярдер Лешек Чарнецький.

## Історія
Банк працював як Polbank SA, а потім як Opel Bank SA. 26 липня 2001 року назва була змінена на GMAC Bank Polska SA (нотаріальний акт про внесення змін був зроблений 24 травня 2001 року). 13 жовтня 2010 року назва була змінена на Idea Bank SA.

## Міжнародні операції
- Ідея Банк 
  - Ідея Банк (Росія) 2011-2015 (Кубаньбанк)[4]
  - Ідея Банк (Білорусь)
  - Ідея Банк (Україна)
  - Ідея Банк (Румунія)[5]